# Consenso de Pekín
El Consenso de Pekin  o Consenso de Beijing es un término que describe la diplomacia y el modelo de desarrollo llevado adelante por la República Popular China, en particular respecto de los países en vías de desarrollo, y muy especialmente en lo que concierne a los países africanos. Occidente y China tienen en esta materia posiciones muy diferentes, sobre las necesidades y los métodos para sostener e impulsar el desarrollo de países con retraso relativo en materia económica-social-productiva-institucional.
Si bien hay diferencias de un país a otro, la posición occidental al respecto, en alguna medida está contenida en el llamado Consenso de Washington, que tiene por ejes principales el libre cambio, las privatizaciones, la reducción del papel del Estado y la desregulación de los mercados, incluyendo el mercado de trabajo a través de la flexibilidad laboral. Por su lado, la línea política china presta gran atención a la no injerencia (amplia independencia y respeto en lo que concierne a las problemáticas internas) en lo que concierne a los asuntos particulares de otros países, promoviendo en lo económico-social-productivo, un desarrollo «a la china»: estructuras (líneas férreas, puertos, represas, etc) y producción (industria, minas, petróleo, etc), dejando los aspectos cívicos (libertades individuales, derechos humanos, nivel de vida, cargos electivos, etc) a las instancias políticas.

## Conceptos clave
El consenso de Pekín es una idea desarrollada por Joshua Cooper Ramo en el año 2004. Por orden decreciente de importancia, las recomendaciones de Pekín estarían integradas por los siguientes puntos principales:
Negocios sobre la base de los intereses de las partes y sin condicionamientos genéricos o de principios
China encara su comercio e incluso concede préstamos sin condicionamientos políticos de clase alguna. La regla que aplica China es simple: «Si se trata de un país [...] con materias primas que China desea y/o necesita, China entonces está dispuesta a hacer negocio, sin tener en cuenta lo que Occidente piensa de esa relación, y/o sin opinar ni valorar sobre un eventual cumplimiento o no en algún aspecto de los derechos humanos, o del cuidado del medio ambiente, o alguna otra cuestión de principios y/o de carácter interno.» China tiene sus propias problemáticas internas, que a veces obligan a hacer lo que se puede, y no mira con simpatía que otras naciones opinen sobre esto; es fácil y cómodo opinar sobre lo que el vecino debería hacer, si "no se tienen puestos los zapatos del vecino". Es pues interés directo de China, de promover en la escena diplomática internacional, el criterio que entiende más aséptico, que cada quien respete los asuntos de orden interno de otros países, como si fueran de orden exclusivamente privado y fuera de agenda.
Amistad, cooperación, y respeto mutuo
China señala con confianza, firmeza, y franqueza, que el respeto mutuo es la base de sus relaciones exteriores. China por tanto respeta las decisiones internas y privadas que toman o que hayan tomado los países en desarrollo y sus gobiernos, como espera que también se respeten las suyas propias. La larga tradición de amistad y respeto mutuo sur-sur, está tan consolidada como la propia aplicación de esta política de no-injerencia.
De manera realista, muchas razones explican este estado de cosas. En primer lugar y por encima de todo, China naturalmente se concentra sobre sus propias necesidades (aprovisionamiento de materias primas, exportaciones, acuerdos, etc) y, al igual de lo que se considera en varias otras potencias, esos son los ejes principales que determinan su accionar, no inquietándose particularmente por otras cosas. Esto tan es así, como que China es un actor relativamente reciente en la escena internacional, donde trata de actuar y de integrarse aplicando prudencia, seducción, y discreción. En segundo lugar, debe tenerse en cuenta que la cultura china promueve tanto el respeto al superior como al servidor, enfatizando que este enfoque facilita las relaciones mutuas y el suceso de los resultados. En fin, la cultura china ve a cada individuo como único responsable de su propio destino, así como de su propio éxito o fracaso, y dentro de este encuadre, China entiende que no es su responsabilidad la mejora del día a día de los africanos (en tanto seres humanos), aun cuando puedan esperarse resultados positivos para África y los africanos de parte de China y de los chinos, como consecuencia de las ayudas estructurales y de los proyectos en ejecución, que sin duda inciden promoviendo una mejor y más activa producción africana.
Dos países en particular, ilustran mejor estos aspectos vinculados a acuerdos comerciales no condicionados a ningún tipo de estándar en cuanto a buen gobierno y buen desempeño: Angola y Sudán. Cierto, esta política de no injerencia y tan prescindente en muchos aspectos, algún día podría volverse en contra de China, por ejemplo, si como consecuencia de un viraje ideológico o de un golpe de Estado, algún gobierno decide desconocer sus acuerdos con el gigante asiático, nacionalizando instalaciones o industrias chinas, y/o imponiendo a ellas gravámenes exagerados.
Desarrollo estructural
A través de África, las compañías chinas se orientan a reparar y mejorar infraestructuras, como ser vías de comunicación, sistemas hospitalarios y sanitarios, grandes edificios, etc, y por ejemplo así construyendo vías férreas, caminos, represas, edificios gubernamentales, estadios, redes de comunicaciones digitales, etc. Los contratos chinos por lo general se concentran en la construcción o reconstrucción de infraestructuras-clave. Los objetivos a alcanzar son claros: directa o indirectamente aumentar la productividad del país. La fuerza de trabajo de China recientemente consolidada, permite proveer mano de obra especializada, ingenieros, técnicos, obreros de alta calificación y muy demandados, y esto hacer a costos relativamente bajos, o por lo menos más bajos que los que pueda proveer occidente, pues allí los salarios de este tipo de mano de obra son sustancialmente más elevados. Esto permite a China tener una ventaja comparativa decisiva, respecto de ofrecimientos occidentales en cuestiones similares. Por otra parte, el financiamiento de esas obras generalmente no es pagado con divisas, sino con concesiones para la importación a China de materias primas africanas, y este es otro importante aspecto que en muchos casos favorece los ofrecimientos chinos.
Infraestructuras, desarrollo económico, y luego asuntos sociales y cívicos
China igualmente pone de relieve la historia de su propio desarrollo económico, respecto del cual se concentró primero en las infraestructuras, luego en el desarrollo económico, y seguidamente es y será el turno a las cuestiones sociales y cívicas. La visión china señala insistentemente que la « democracia» no es un modelo universal de desarrollo, así que países en desarrollo y en vías de desarrollo pueden seguir otro modelo, por ejemplo, el modelo chino, y se insiste: Primero infraestructuras, luego reformas estructurales y crecimiento económico, y por último reformas sociales y cívicas.

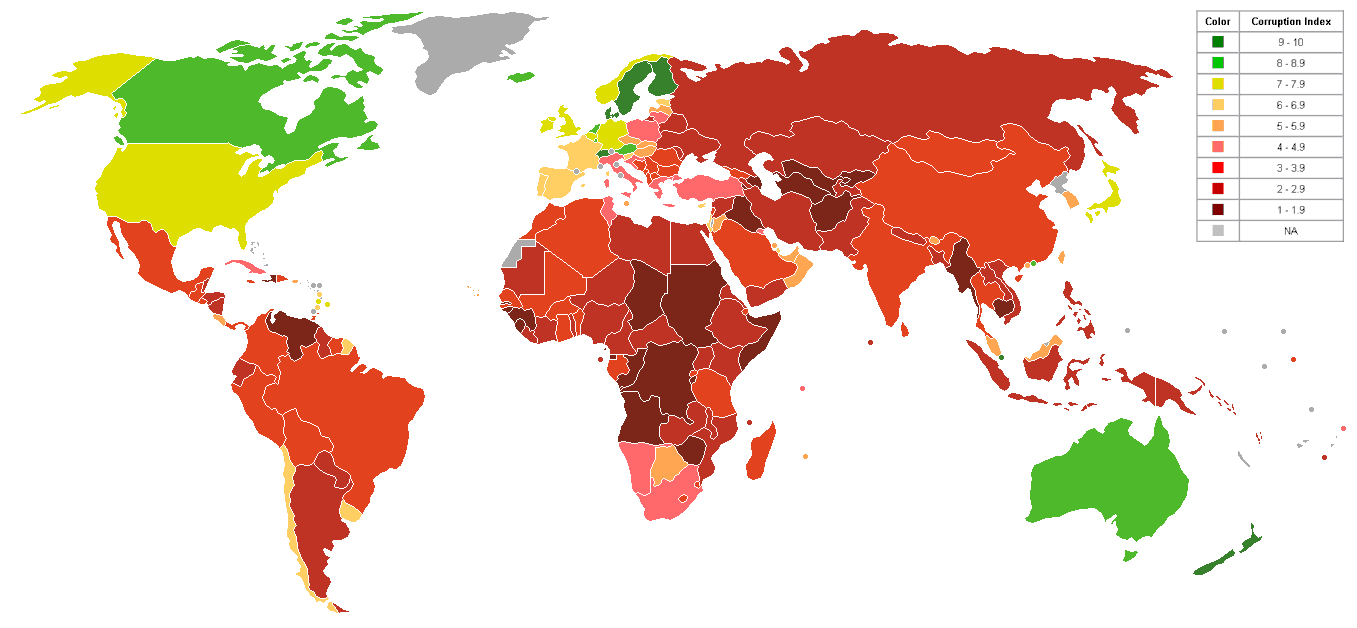
Mapa de la percepción de la corrupción en el mundo (año 2007).
Un punto clave de la adaptación de China al África, y aproximación pragmática respecto de ciertas cuestiones como ser la corrupción local.

Respeto a las políticas internas de cada país
Al igual que los occidentales lo han hecho y lo hacen aún, establecer lazos estrechos con las élites locales es un factor clave para el éxito de los negocios chinos. Estos lazos o vínculos permiten ser informados de las mejores oportunidades que se pueden obtener, particularmente cuando una administración reemplaza a otra, pues entonces, los nuevos dirigentes «rápidamente presentan nuevos proyectos (a veces con recursos financieros del propio Estado), para así poder exhibir actividad e ideas, y las más de las veces, en lo personal para así obtener buenas comisiones [en francés: pots de vin; en español: coimas]». Y en Angola, país debilitado por varias décadas de guerra, que hoy día es conocido por su corrupción institucional, China propuso un préstamo a bajo costo (1,5 % anual), reembolsable en petróleo. Obviamente, para las élites angolesas, ese préstamo era una gran ventaja que podían exhibir frente a los organismos internacionales y otras fuentes de financiamiento, e incluso frente a su propio pueblo, pero claro, nada se decía sobre que los chinos no insistirían ni sobre la transparencia de las decisiones ni sobre la buena gobernanza. Esta situación claramente generó problemas y perjuicios a largo plazo, como un periódico sudafricano lo ha bien subrayado.

El hecho de no imponer a los chinos ninguna condición a la compra de petróleo por ejemplo respecto del precio internacional o respecto de las cantidades a adquirir, como en el caso de los acuerdos de China con Angola, está obligando a los gobiernos occidentales a hacer sus máximos esfuerzos diplomáticos para que los estados africanos productores de petróleo publiquen las cuentas de sus ingresos petroleros. 

Simplemente ser más competitivo y expedito
El análisis de Abdoulaye Wade, presidente de Senegal, expone un enfoque claro: «Los contratos que toman cinco años en ser establecidos y firmados con el Banco Mundial, pueden ser concretados en tres meses con las autoridades chinas; recientemente, China hizo un gran esfuerzo por sensibilizarse y por entender en profundidad las necesidades de desarrollo de los países africanos, y por tanto se adapta mejor al comercio africano que los países occidentales.»; por su pasado y por su proceso de cambio reciente, China está más próxima de la historia africana, de la idiosincrasia de los africanos, de las necesidades africanas, de los usos y las prácticas corrientes en el continente y de sus bajos costos, lo que le permite comprender que en una serie de aspectos, África sea más competitiva y ágil en la toma de decisiones, que las pesadas y costosas burocracias occidentales, y que los mecanismos y costumbres de sus respectivos estamentos políticos.